# Cosmophasis micarioides
Cosmophasis micarioides är en spindelart som först beskrevs av Koch L. 1880.  Cosmophasis micarioides ingår i släktet Cosmophasis och familjen hoppspindlar. Inga underarter finns listade i Catalogue of Life.